# Klutiana fulvipes
Klutiana fulvipes är en stekelart som först beskrevs av Baltazar 1961.  Klutiana fulvipes ingår i släktet Klutiana och familjen brokparasitsteklar. Inga underarter finns listade i Catalogue of Life.